# Men si tarsil
Men si tarsil o Men si tŭrsil (en búlgaro: Мен си търсил, en castellano: «te he estado buscando») es el segundo álbum de estudio de la cantante búlgara Andrea. El álbum fue lanzado en octubre de 2009 mediante Payner Music e incluye diez canciones compuestas, en su mayoría, por Costi Ioniţă y Rosen Dimitrov. El álbum supuso una evolución pop con respecto a su debut, Ogan v kravta, de fuertes raíces folclóricas.

## Sencillos
Fueron publicados ocho sencillos, con sus respectivos videoclips, de las diez canciones que componen el álbum. Tan sólo "Predlozhi mi" y "V men" no fueron lanzados como sencillos. El primer sencillo fue "Nyamam prichina", lanzado el 27 de julio de 2008 y el segundo fue "Samo moĭ", con Costi Ioniţă, canción que significó su primer gran éxito en la carrera de Andrea y por la que recibió el premio Planeta TV y el premio Nov Folk al mejor dueto de 2008.
Uno de los sencillos más exitosos de la carrera musical de la cantante búlgara fue "Upotrebena" («utilizada»), un nuevo dueto que protagonizó con Costi Ioniţă que en 2010 había alcanzado las 10 millones de visitas en YouTube y que, en la actualidad, en el canal oficial de Costi Ioniţă tiene alrededor de 30 millones de visitas. En el video Andrea y la modelo búlgara de Playboy Nikoleta Lozanova protagonizan unas sensuales escenas que culminan en un beso lésbico.

## Listado de canciones
| #  | Título                                               | Compositor(es)                                  | Duración |
| -- | ---------------------------------------------------- | ----------------------------------------------- | -------- |
| 1  | Men si tarsil (Мен си търсил)                        | Costi Ioniţă, Rosen Dimitrov                    | 3:26     |
| 2  | Moyata poroda (Моята порода) feat. Geo Da Silva      | Costi Ioniţă, Rosen Dimitrov                    | 3:42     |
| 3  | Samo moy (Само мой) feat. Costi                      | Costi Ioniţă, Marieta Angelova                  | 3:38     |
| 4  | Day mi vsichko (Дай ми всичко)                       | Costi Ioniţă, Rosen Dimitrov                    | 3:21     |
| 5  | Izbiram teb (Избирам теб) feat. Costi & Lennox Brown | Costi Ioniţă, Rosen Dimitrov                    | 3:54     |
| 6  | Predlozhi mi (Предложи ми)                           | Costi Ioniţă, Rosen Dimitrov                    | 3:07     |
| 7  | Upotrebena (Употребена) feat. Costi                  | Costi Ioniţă, Rosen Dimitrov                    | 3:28     |
| 8  | V men (В мен) feat. Costi                            | Costi Ioniţă, Rosen Dimitrov                    | 4:13     |
| 9  | Nyamam prichina (Нямам причина)                      | Tasos Panagis, Lenko Draganov, Marieta Angelova | 3:58     |
| 10 | Nay-velik (Най-велик)                                | Vangelis Tuntas, Lenko Draganov, Rosen Dimitrov | 3:29     |